# Calendula suffruticosa
Il fiorrancio fulgido (Calendula suffruticosa Vahl, 1791) è una pianta della famiglia delle Asteraceae, diffusa nel bacino del Mediterraneo.

## Descrizione

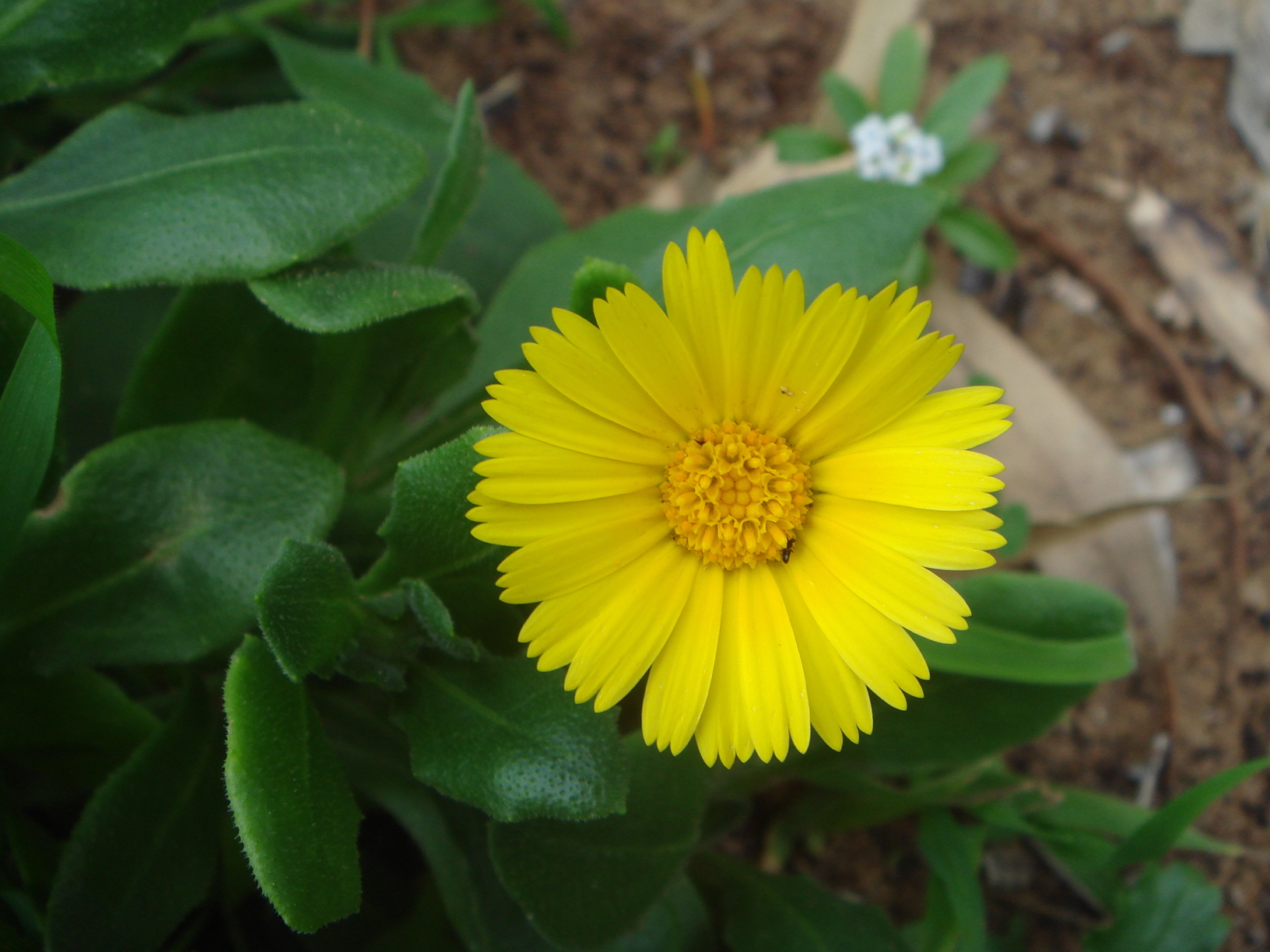
Capolino
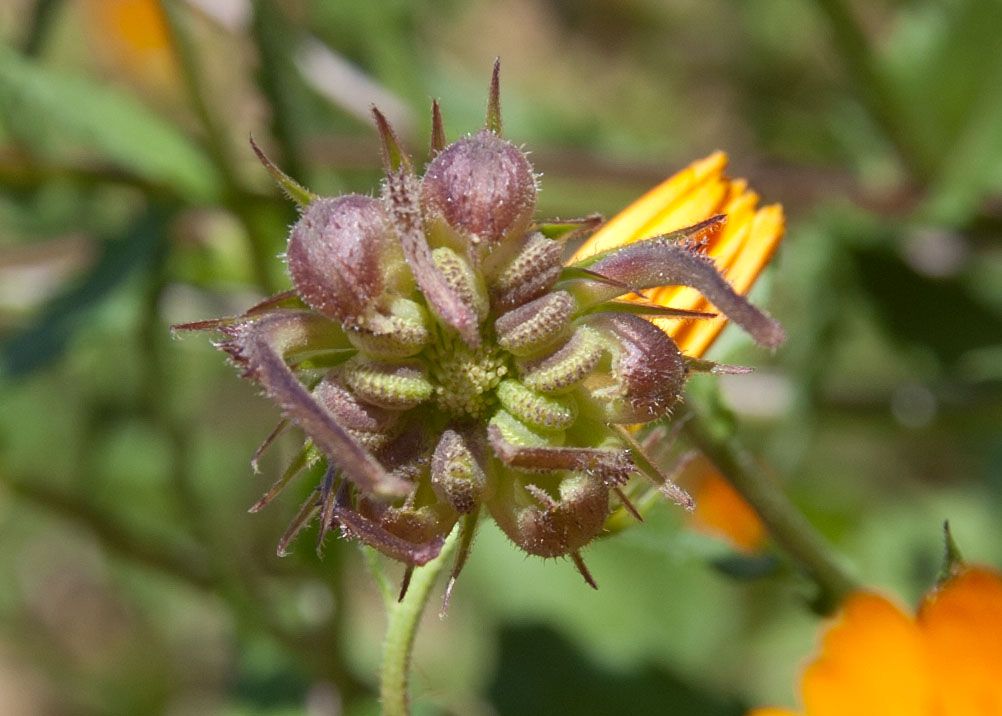
Cipsela
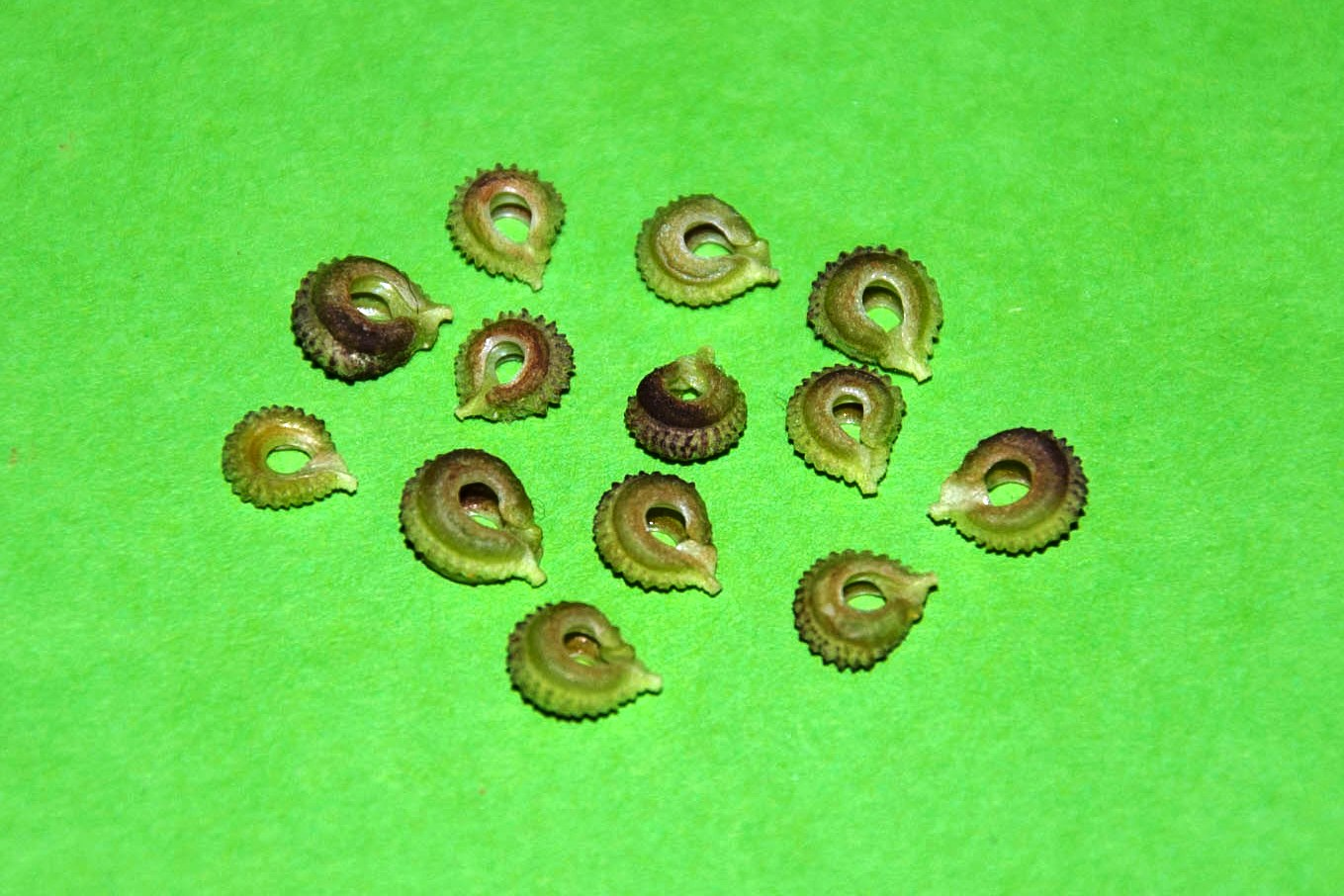
Semi

È una pianta perenne, camefita suffruticosa, con portamento prostrato-ascendente, con fusti legnosi molto ramificati, che raggiungono un'altezza di 20–40 cm.

Le foglie sono alternate, le basali oblanceolato-spatolate (1-2 x 3–8 cm) con margine intero, poco ondulato o raramente dentato, lievemente pelose; le cauline sono più sottili.

L'infiorescenza è un capolino del diametro di 3–5 cm, di colore dal giallo all'arancio, con fiori del raggio ligulati, con ligula lunga 20–30 mm,  e fiori del disco tubulosi. Fiorisce da dicembre ad aprile. 

I frutti sono cipsele rostrate e ricurve, disposte a corona attorno al capolino.

I semi, lunghi 2–3 mm, sono a forma di mezzaluna, uncinati.
- Capolino
- Cipsela
- Semi

## Distribuzione e habitat
Il tipo corologico è SW-Mediterraneo-Mont.
La specie ha un areale che abbraccia il bacino del Mediterraneo sud-occidentale, dal Nord Africa (Marocco Algeria e Tunisia) alle coste meridionali del Portogallo e della Spagna, l'Italia, Malta e la Grecia, spingendosi ad est sino alla Turchia occidentale.
In Italia è comune in Basilicata, Calabria e Sicilia, presente anche in Toscana e nelle Marche, da 0 a 500 m di altitudine; nella sottospecie fulgens costituisce una delle varietà individuate nel Parco del Conero

## Tassonomia
Sono note le seguenti sottospecie:
- Calendula suffruticosa  subsp. algarbiensis (Boiss.) Nyman
- Calendula suffruticosa  subsp. balansae  (Boiss. & Reut.) Ohle
- Calendula suffruticosa  subsp. boissieri  Lanza
- Calendula suffruticosa  subsp. carbonellii  Ohle
- Calendula suffruticosa  subsp. cinerea  (Ohle) P.Silveira & A.C.Gonç.
- Calendula suffruticosa  subsp. fulgida  (Raf.) Guadagno
- Calendula suffruticosa  subsp. greuteri  Ohle
- Calendula suffruticosa  subsp. lusitanica  (Boiss.) Ohle
- Calendula suffruticosa  subsp. maderensis  (DC.) Govaerts
- Calendula suffruticosa  subsp. marginata  (Willd.) Maire
- Calendula suffruticosa  subsp. maritima (Guss.) Meikle
- Calendula suffruticosa  subsp. monardii  (Boiss. & Reut.) Ohle
- Calendula suffruticosa  subsp. suffruticosa
- Calendula suffruticosa  subsp. tlemcensis  Ohle
- Calendula suffruticosa  subsp. tomentosa  (Ball) Murb.
- Calendula suffruticosa  subsp. trialata  P.Silveira & A.C.Gonç.
- Calendula suffruticosa  subsp. vejerensis  P.Silveira & A.C.Gonç.